# Serratsacastell
El Serratsacastell és una serra situada al municipis de Vilanova de Sau a la comarca d'Osona i el de Sant Hilari Sacalm a la comarca de la Selva, amb una elevació màxima de 907 metres.